# Кастиљоне деле Стивере
Кастиљоне деле Стивере (итал. Castiglione delle Stiviere) град је у северној Италији. То је други по величини и значају град округа Мантова у оквиру италијанске покрајине Ломбардија.

## Природне одлике
Град Кастиљоне деле Стивере се налази 130 км источно од Милана, у средишњем делу Падске низије. Град се налази у равничарском крају, познатом по веома развијеној пољопривреди (вино, пиринач, житарице и млечни производи), на приближно 110 метара надморске висине.

## Географија
| Клима (Кастиљоне деле Стивере) | Клима (Кастиљоне деле Стивере) | Клима (Кастиљоне деле Стивере) | Клима (Кастиљоне деле Стивере) | Клима (Кастиљоне деле Стивере) | Клима (Кастиљоне деле Стивере) | Клима (Кастиљоне деле Стивере) | Клима (Кастиљоне деле Стивере) | Клима (Кастиљоне деле Стивере) | Клима (Кастиљоне деле Стивере) | Клима (Кастиљоне деле Стивере) | Клима (Кастиљоне деле Стивере) | Клима (Кастиљоне деле Стивере) | Клима (Кастиљоне деле Стивере) |
| Показатељ \ Месец              | .Јан.                          | .Феб.                          | .Мар.                          | .Апр.                          | .Мај.                          | .Јун.                          | .Јул.                          | .Авг.                          | .Сеп.                          | .Окт.                          | .Нов.                          | .Дец.                          | .Год.                          |
| ------------------------------ | ------------------------------ | ------------------------------ | ------------------------------ | ------------------------------ | ------------------------------ | ------------------------------ | ------------------------------ | ------------------------------ | ------------------------------ | ------------------------------ | ------------------------------ | ------------------------------ | ------------------------------ |
| Средњи максимум, °C (°F)       | 5,7 (42,3)                     | 8,1 (46,6)                     | 13,0 (55,4)                    | 17,6 (63,7)                    | 21,4 (70,5)                    | 25,0 (77)                      | 27,4 (81,3)                    | 26,8 (80,2)                    | 23,1 (73,6)                    | 17,8 (64)                      | 11,6 (52,9)                    | 7,2 (45)                       | 27,4 (81,3)                    |
| Средњи минимум, °C (°F)        | 0,2 (32,4)                     | 1,5 (34,7)                     | 4,9 (40,8)                     | 9,0 (48,2)                     | 13,1 (55,6)                    | 17,0 (62,6)                    | 19,3 (66,7)                    | 18,7 (65,7)                    | 15,5 (59,9)                    | 11,1 (52)                      | 6,2 (43,2)                     | 2,1 (35,8)                     | 0,2 (32,4)                     |
| [ тражи се извор ]             |                                |                                |                                |                                |                                |                                |                                |                                |                                |                                |                                |                                |                                |

## Становништво
Према резултатима пописа становништва 2011. у општини је живело 22.052 становника.
| 1931. | 1936. | 1951. | 1961. | 1971.  | 1981.  | 1991.  | 2001.  | 2011.  |
| ----- | ----- | ----- | ----- | ------ | ------ | ------ | ------ | ------ |
| 8.384 | 8.353 | 9.113 | 9.133 | 13.303 | 15.425 | 16.647 | 18.428 | 22.052 |

Кастиљоне деле Стивере данас има око 22.000 становника, махом Италијана. Током протеклих пар деценија број градског становништва је растао.

## Градови побратими
- Барантен